# Ajugòidies
Ajugoideae és una subfamília de la família de les lamiàcies composta per 3 tribus. Per a alguns autors la subfamília Ajugoideae és la mateixa que Teucrioideae.

## Característiques
- Corol·la unilabiada o bilabiada, amb el llavi superior molt curt
- Androceu amb 4 estams didínams
- Anteres ditèciques
- Estil no ginobàsic
- Fruit sec
- Embrió recte

## Gèneres i tribus
La subfamília de Ajugoideae es divideix en tres tribus:
- Ajugeae
- Monochileae
- Teucrieae

- Tribu: Ajugeae
  - Gèneres: Acrymia - Ajuga - Cymaria - Garrettia - Holocheila
- Tribu: Monochileae
  - Gèneres: Aegiphila - Amasonia - Amethystea - Monochilus
- Tribu: Teucrieae
  - Gèneres: Spartothamnella - Teucridium - Teucrium - Oncinocalyx